# Emil Klein

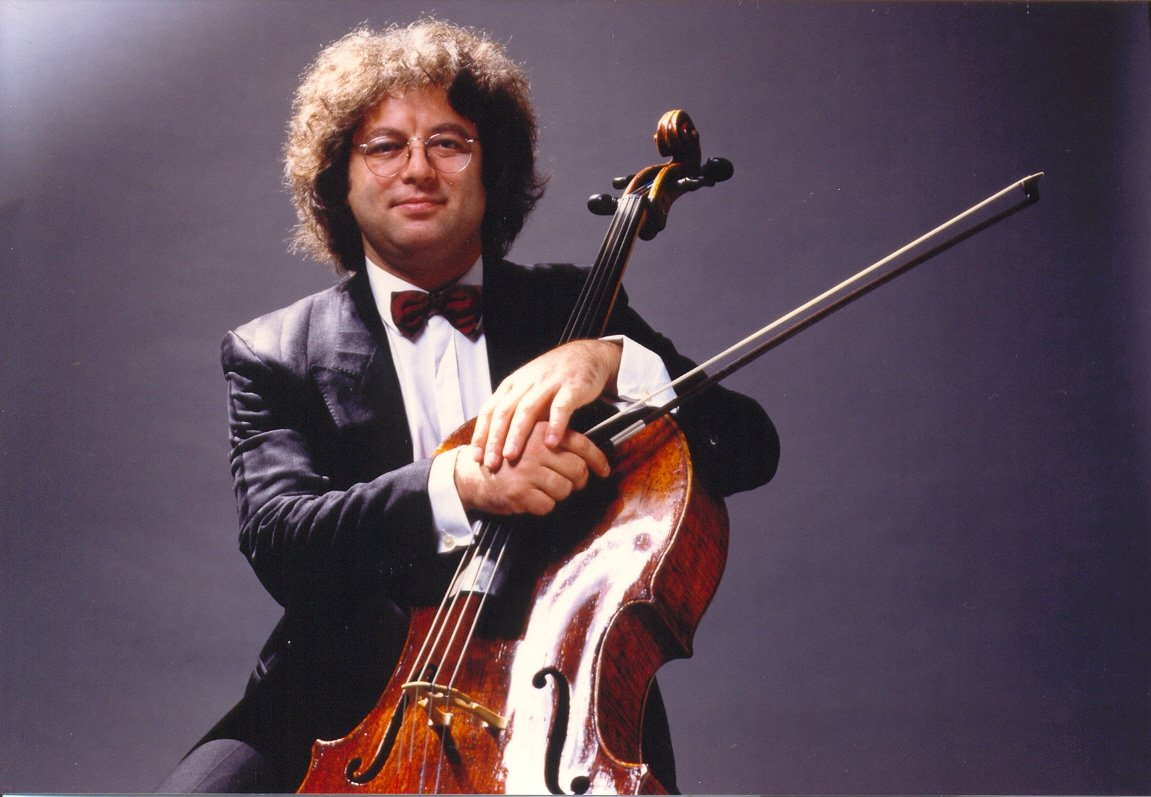
Emil Klein

Emil Klein (n. 5 mai 1955, Roman - d. 29 aprilie 2004, Reggio nell'Emilia, Italia) a fost un violoncelist și dirijor român. 
Născut la Roman în 5 mai 1955, la numai patru ani începe sa studieze violoncelul sub îndrumarea tatălui său. Urmează Liceul de muzică din Iași și începe Conservatorul „Ciprian Porumbescu" din București. În 1978 se stabilește în Germania, la Hamburg unde termină studiile, diplomându-se cu nota maximă, cu maestrul David Geringas. Devine asistent al acestuia din 1985 până în 1988. Cântă împreună în „Geringas Baryton Trio". A fost membru al trioului „Lipatti" și al cvartetului „Sonare", la Frankfurt. Premiul criticii pentru înregistrarea operei omnia a lui Ernst Krenek pentru cvartet de coarde. Cariera solistică îl poartă să cânte cu cele mai prestigioase orchestre simfonice (Berlin, Viena, Londra, Philadelphia, Gran Canarie, Magdeburg, Radio București etc.), în Europa, Statele Unite, Canada, Japonia, Australia, Africa, în cele mai faimoase săli de concert din lume. Participă timp de patru ani (din 1993 în 1996) ca docent de Violoncel și Muzică de Cameră la cursurile Academiei internaționale de vară din Cervo (IM - Italia). În 1995 fondează, la Hamburg, orchestra de cameră „Hamburger Solisten", pe care o va duce în turnee în toată lumea, în calitate de dirijor și solist. Orchestra funcționează și în prezent, sub conducerea violoncelistului Boris Matchin. Înregistrează peste optzeci de CD-uri cu un repertoriu foarte vast, de la Bach, Vivaldi, Mozart, Donizetti, Boccherini, la Paul Hindemith și Ernst Krenek. Premiul criticii în Germania pentru înregistrarea Vivaldi - Anotimpurile. O boală gravă îl lovește în 1998 dar, în ciuda numeroaselor intervenții chirurgicale, continuă seria de concerte, ultimul la Brescia (Italia) în 11 martie 2004 cu dificilul Concert pentru violoncel și orchestră de Friedrich Gulda. Se stinge după o lună, în 29 aprilie 2004, după o carieră strălucită, la numai 49 de ani, la Reggio Emilia (Italia), unde se transferase în ultima vreme, la sora lui, Olga.